# Leichtathletik-Weltmeisterschaften 2019/Teilnehmer (Elfenbeinküste)
| Gelbes Symbol für Goldmedaillen mit stilisierten Olympischen Ringen | Graues Symbol für Silbermedaillen mit stilisierten Olympischen Ringen | Braundes Symbol für Bronzemedaillen mit stilisierten Olympischen Ringen |
| ------------------------------------------------------------------- | --------------------------------------------------------------------- | ----------------------------------------------------------------------- |
| —                                                                   | —                                                                     | 1                                                                       |

Der Leichtathletikverband der Elfenbeinküste nahm an den Leichtathletik-Weltmeisterschaften 2019 in Doha teil. Drei Athletinnen und Athleten wurden vom ivorischen Verband nominiert.

## Ergebnisse

### Frauen

#### Laufdisziplinen
| Athletin           | Disziplin | Vorlauf    | Vorlauf | Halbfinale | Halbfinale | Finale     | Finale |
| Athletin           | Disziplin | Zeit       | Platz   | Zeit       | Platz      | Zeit       | Platz  |
| ------------------ | --------- | ---------- | ------- | ---------- | ---------- | ---------- | ------ |
| Murielle Ahouré    | 100 m     | 11,05 s SB | 4       | 11,05 s SB | 5          | 11,02 s SB | 5      |
| Marie-Josée Ta Lou | 100 m     | 10,85 s PB | 2       | 10,87 s    | 3          | 10,90 s    | 3      |
| Marie-Josée Ta Lou | 200 m     | DNS        | DNS     | –          | –          | –          | –      |

### Männer

#### Laufdisziplinen
| Athlet       | Disziplin | Vorlauf | Vorlauf | Halbfinale | Halbfinale | Finale | Finale |
| Athlet       | Disziplin | Zeit    | Platz   | Zeit       | Platz      | Zeit   | Platz  |
| ------------ | --------- | ------- | ------- | ---------- | ---------- | ------ | ------ |
| Arthur Cissé | 100 m     | 10,14 s | 13      | 10,34 s    | 24         | DNQ    | DNQ    |